# Alfred Shaw
 (septembre 2024).
Pour les articles homonymes, voir Shaw.
Alfred Shaw, né le 29 août 1842 et mort le 16 janvier 1907, est un joueur de cricket anglais. Il fut le capitaine de l'équipe d'Angleterre de cricket au cours de quatre test-matchs (deux nuls, deux défaites) en 1881 et 1882. Il s'est illustré particulièrement en tant que bowler, sa meilleure performance en first-class cricket étant de 10/73.